# Al ha-mišmar
Al ha-mišmar (hebrejsky על המשמר‎, doslova Na stráži) byl hebrejský psaný deník vycházející v mandátní Palestině a v Izraeli v letech 1943-1995.
Jeho první číslo vyšlo 30. července 1943, tehdy ještě pod jménem Mišmar. Za vznikem deníku stála strana Mapam a hnutí ha-Šomer ha-ca'ir. Mezi pracovníky deníku patřili mnozí pozdější významní izraelští politici jako Moše Sne, který v letech 1948-1953 působil jako zástupce šéfredaktora. Mezi zakladatele patřil i Eli'ezer Peri. Působil tu Jisra'el Beer nebo Jehuda Dranicki. Deník měl i svou arabskojazyčnou mutaci, která vycházela pod názvem al-Mersad. Na jejím vydávání se podílel například poslanec Mapam Mohamed Vatad.
Koncem 20. století postupně deník setrvale ztrácel čtenáře a klesal mu náklad. V tomto sdílel podobný osud jako deník Davar. V roce 1995 al ha-Mišmar zanikl. Poslední číslo vyšlo 31. března 1995.